# Aeroportul Baise Bama
Aeroportul Baise Bama (IATA: AEB, ICAO: ZGBS) este un aeroport din  ce deservește zona Baise⁠(d). Aeroportul a fost tranzitat în 2022 de 46.267 de pasageri. A fost numit după zona deservită.
Situat la o altitudine de 45 m, aeroportul dispune de o singură pistă.